# Drosophila mayaguana
Drosophila mayaguana är en tvåvingeart som beskrevs av Vilela 1983. Drosophila mayaguana ingår i släktet Drosophila och familjen daggflugor.
Artens utbredningsområde är Bahamas.